# Carl-Ernst Bierwirth
Carl-Ernst Bierwirth (* 21. März 1884 in Zerbst; † 18. April 1944 in Dessau) war ein deutscher Ministerialrat.

## Leben
Carl-Ernst Bierwirth war 1915 im I. Ersatz-Bataillon des Infanterie-Regiments 27 und wurde 1918 zum Leutnant der Reserve befördert.
Er war bereits in der Weimarer Republik als Oberregierungsrat Vorsitzender des Landesfürsorgeamtes Dessau. Zum 1. Mai 1933 trat er in die NSDAP ein (Mitgliedsnummer 1.999.209). Ab April 1935 war er Abteilungsleiter der Abteilung Wirtschaft beim Staatsministerium Anhalt in Dessau. In seinen beiden Funktionen war er auch verantwortlich für die Anstalten des Freistaates und soll die Arbeit der NS-Tötungsanstalt Bernburg unterstützt haben, welche er auch u. a. für die Einrichtung als Tötungsanstalt im September 1940 besuchte. Bereits im August 1937 hatte er u. a. verfügt, dass die ärztliche Führung der Landes-Siechenanstalt Hoym durch den Direktor der Landes-Heil- und Pflegeanstalt Bernburg erfolgt. Mitte März 1939 erging beispielsweise eine weitere Verfügung, die die Belegung der beiden Anstalten mit jüdischen Patienten erfasste.
Von Januar 1940 bis zu seinem Tod war er als Leiter der Abteilung III (Wirtschaft) Mitglied im Kabinett Jordan, der neunten und letzten Landesregierung des Freistaates Anhalt.
Bierwirth war auch u. a. im Aufsichtsrat der Dessau-Wörlitzer Eisenbahn-Gesellschaft.